# Rye (Frankrijk)
Rye is een gemeente in het Franse departement Jura in de regio Bourgogne-Franche-Comté en telt 161 inwoners (1999). De plaats maakt deel uit van het arrondissement Lons-le-Saunier.

## Geografie
De oppervlakte van Rye bedraagt 11,8 km², de bevolkingsdichtheid is 13,6 inwoners per km².

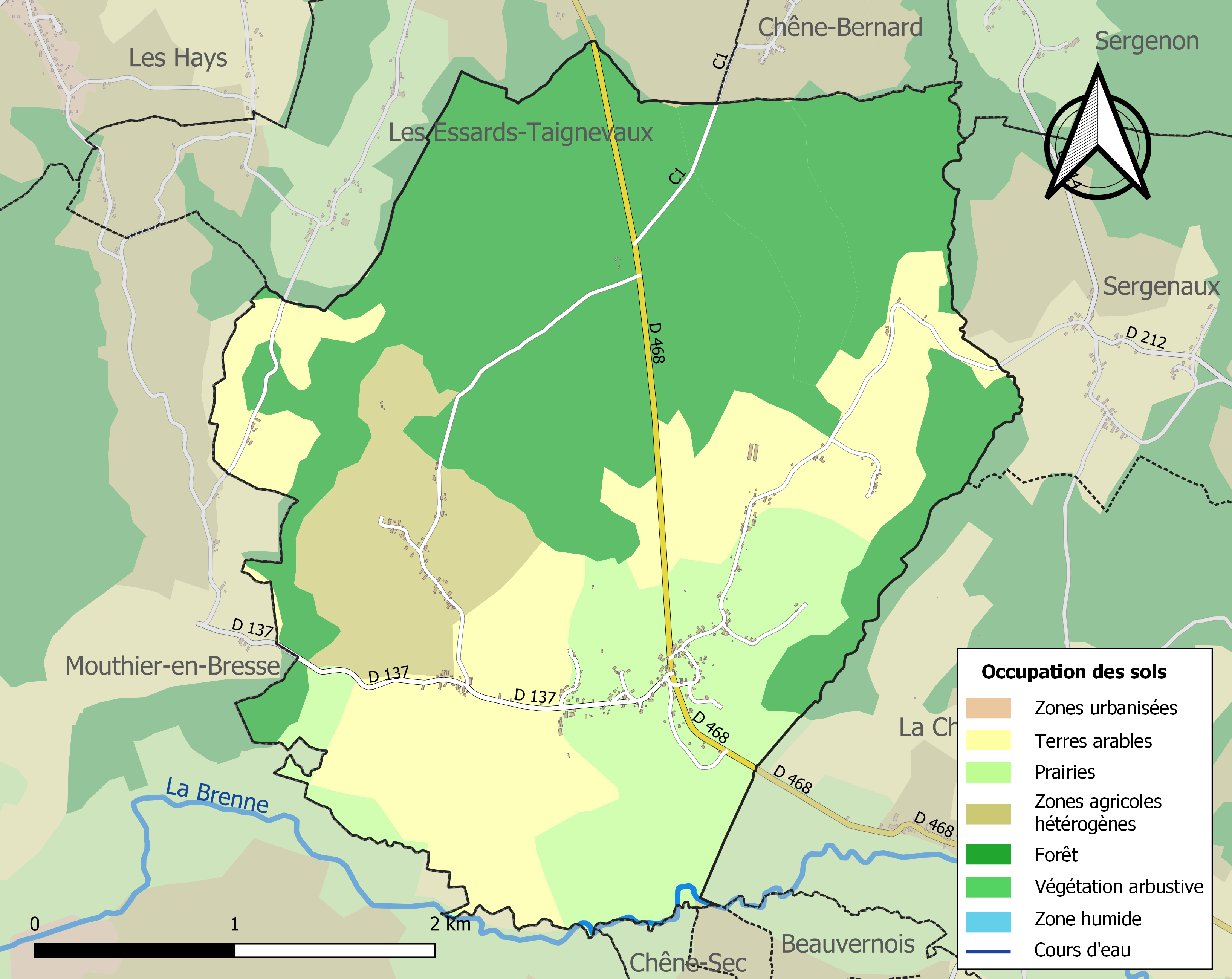
Kaart van de gemeente met de belangrijkste infrastructuur, bodemgebruik en omliggende gemeenten

## Demografie
Onderstaande figuur toont het verloop van het inwonertal (bron: INSEE-tellingen).